# Elezioni europee del 2004
Le elezioni per il Parlamento europeo si sono tenute dal 10 giugno al 13 giugno 2004 nei 25 stati membri dell'Unione europea, utilizzando varie scadenze elettorali secondo le tradizioni locali di ogni nazione. I voti vennero conteggiati alla chiusura delle urne ma i risultati non furono annunciati fino al 13 e 14 giugno per evitare di influenzare i votanti nelle altre nazioni in cui non si era ancora votato. Ciononostante, i Paesi Bassi, che avevano votato giovedì 10, annunciarono i risultati provvisori molto attendibili subito dopo il conteggio, la sera delle elezioni: questo fatto fu aspramente criticato dalla Commissione europea.
Avevano diritto di voto 342 milioni di cittadini europei, il secondo elettorato democratico al mondo dopo l'India. Furono le maggiori elezioni dirette transnazionali della storia, e i 10 nuovi stati membri elessero i loro iscritti del Parlamento europeo per la prima volta. Il nuovo parlamento vide così i suoi membri salire a 732.
I risultati videro una sconfitta generale dei partiti al governo e un incremento della rappresentanza dei partiti euroscettici. Non fu raggiunta alcuna maggioranza: il bilanciamento dei poteri nel Parlamento rimase lo stesso nonostante i nuovi 10 stati membri.
Le elezioni europee del 2004 hanno registrato il più basso tasso di partecipazione. Nonostante l'entrata in Europa di 10 nuovi Paesi, solo la metà degli elettori esercitò realmente il proprio diritto di voto (45%). La Polonia e la Slovacchia furono i paesi in cui si registrò il più alto tasso di astensionismo.

## Sistema di voto
Non vi fu un sistema di voto unico per tutti gli stati membri ma ognuno di essi adottò un proprio metodo, stabilito con legge nazionale.
Il Belgio, la Francia, l'Irlanda, l'Italia, la Polonia ed il Regno Unito usarono un sistema proporzionale con suddivisione del territorio in circoscrizioni. Tutte le altre nazioni utilizzarono un sistema proporzionale unico nazionale.

### Distribuzione dei seggi
La distribuzione dei 732 seggi venne stabilita in base alla popolazione degli Stati membri:
| Stato       | Seggi |
| ----------- | ----- |
| Germania    | 99    |
| Francia     | 78    |
| Italia      | 78    |
| Regno Unito | 78    |
| Spagna      | 54    |
| Polonia     | 54    |
| Paesi Bassi | 27    |
| Belgio      | 24    |
| Grecia      | 24    |
| Portogallo  | 24    |
| Rep. Ceca   | 24    |
| Ungheria    | 24    |
| Svezia      | 19    |
| Austria     | 18    |
| Danimarca   | 14    |
| Finlandia   | 14    |
| Slovacchia  | 14    |
| Irlanda     | 13    |
| Lituania    | 13    |
| Lettonia    | 9     |
| Slovenia    | 7     |
| Cipro       | 6     |
| Estonia     | 6     |
| Lussemburgo | 6     |
| Totale      | 732   |

## Gruppi politici
| Gruppo                    | Gruppo                                                                  | Ideologia                                  | Capogruppo                          | Seggi |
| ------------------------- | ----------------------------------------------------------------------- | ------------------------------------------ | ----------------------------------- | ----- |
|                           | Gruppo del Partito Popolare Europeo - Democratici Europei (PPE-DE)      | Cristianesimo democratico, conservatorismo | Hans-Gert Pöttering                 | 268   |
|                           | Gruppo del Partito del Socialismo Europeo (PSE)                         | Socialismo democratico, socialdemocrazia   | Martin Schulz                       | 200   |
|                           | Gruppo dell'Alleanza dei Democratici e dei Liberali per l'Europa (ALDE) | Liberali e Liberal Democratici             | Graham Watson                       | 88    |
|                           | I Verdi/Alleanza Libera Europea (Verdi/ALE)                             | Ambientalismo, federalismo                 | Daniel Cohn-Bendit, Monica Frassoni | 42    |
|                           | Sinistra Unitaria Europea/Sinistra Verde Nordica (GUE/NGL)              | Comunismo, ambientalismo                   | Francis Wurtz                       | 41    |
|                           | Indipendenza e Democrazia (IND/DEM)                                     | Euroscetticismo                            | Jens-Peter Bonde, Nigel Farage      | 37    |
|                           | Unione per l'Europa delle Nazioni (UEN)                                 | Conservatorismo nazionale                  | Brian Crowley Cristiana Muscardini  | 27    |
|                           | Non iscritti (NI)                                                       | Indipendenti                               | nessuno                             | 29    |
| Totale                    | Totale                                                                  | Totale                                     | Totale                              | 732   |
| Fonte: Parlamento europeo |                                                                         |                                            |                                     |       |

| Riepilogo dei seggi (+/- elezioni 1999) | Riepilogo dei seggi (+/- elezioni 1999) | Riepilogo dei seggi (+/- elezioni 1999) | Riepilogo dei seggi (+/- elezioni 1999) | Riepilogo dei seggi (+/- elezioni 1999) | Riepilogo dei seggi (+/- elezioni 1999) | Riepilogo dei seggi (+/- elezioni 1999) |
| --------------------------------------- | --------------------------------------- | --------------------------------------- | --------------------------------------- | --------------------------------------- | --------------------------------------- | --------------------------------------- |
|                                         |                                         |                                         |                                         |                                         |                                         |                                         |
| GUE/NGL                                 | 41                                      | ▼ 1                                     |                                         | PSE                                     | 200                                     | ▲ 20                                    |
| Verdi/ALE                               | 42                                      | ▼ 6                                     |                                         | GTI                                     | 0                                       | ▼ 18                                    |
| NI                                      | 29                                      | ▲ 20                                    |                                         | ALDE                                    | 88                                      | ▲ 38                                    |
| PPE                                     | 268                                     | ▲ 36                                    |                                         | UEN                                     | 28                                      | ▼ 3                                     |
| IND/DEM                                 | 37                                      | ▲ 21                                    |                                         |                                         |                                         |                                         |

## Ripartizione dei seggi
| Stato                   | PPE-DE                         | PSE                | ALDE                  | Verdi/ALE            | GUE/NGL             | IND/DEM     | UEN          | NI                | Totale |
| ----------------------- | ------------------------------ | ------------------ | --------------------- | -------------------- | ------------------- | ----------- | ------------ | ----------------- | ------ |
| Austria (risultati)     | 6 ÖVP                          | 7 SPÖ              | -                     | 2 Grünen             | -                   | -           | -            | 2 Martin 1 FPÖ    | 18     |
| Belgio (risultati)      | 4 CD&V 1 CDH 1 CSP             | 4 PS 3 SP.A        | 3 VLD 3 MR            | 1 Groen 1 Ecolo      | -                   | -           | -            | 3 VB              | 24     |
| Cipro (risultati)       | 2 DISY 1 GTE                   |                    | 1 DIKO                | -                    | 2 AKEL              | -           | -            | -                 | 6      |
| Danimarca (risultati)   | 1 C                            | 5 A                | 3 V 1 B               | 1 SF                 | 1 N                 | 1 JB        | 1 DF         | -                 | 14     |
| Estonia (risultati)     | 1 IL                           | 3 SDE              | 1 KE 1 ER             | -                    | -                   | -           | -            | -                 | 6      |
| Finlandia (risultati)   | 4 Kok                          | 3 SDP              | 4 Kesk 1 SFP          | 1 Vihr               | 1 VAS               | -           | -            | -                 | 14     |
| Francia (risultati)     | 17 UMP                         | 31 PS              | 11 UDF                | 6 Verts              | 2 PCF 1 AOM         | 3 MPF       |              | 7 FN              | 78     |
| Germania (risultati)    | 40 CDU 9 CSU                   | 23 SPD             | 7 FDP                 | 13 Grünen            | 7 PDS               | -           | -            | -                 | 99     |
| Grecia (risultati)      | 11 ND                          | 8 PASOK            | -                     | -                    | 3 KKE 1 Synaspismós | 1 LAOS      | -            | -                 | 24     |
| Irlanda (risultati)     | 5 FG                           | 1 Lab              | 1 Harkin              | -                    | 1 SF                | 1 Sinnott   | 4 FF         | -                 | 13     |
| Italia (risultati)      | 16 FI 5 UDC 1 UDEUR 1 PP 1 SVP | 12 DS 2 SDI 2 Ind. | 7 DL 2 IdV 2 LB 1 MRE | 2 FdV                | 5 PRC 2 PdCI        | 4 LN        | 9 AN         | 2 SUE 1 AS 1 MSFT | 78     |
| Lettonia (risultati)    | 2 JL 1 TP                      | -                  | 1 LC                  | 1 PCTVL              | -                   | -           | 4 TB/LNNK    | -                 | 9      |
| Lituania (risultati)    | 2 TS-LKD                       | 2 LSDP             | 5 DP 2 LiCS           | -                    | -                   | -           | 1 LDP 1 LVLS | -                 | 13     |
| Lussemburgo (risultati) | 3 CSV                          | 1 LSAP             | 1 DP                  | 1 Gréng              | -                   | -           | -            | -                 | 6      |
| Malta (risultati)       | 2 PN                           | 3 PL               | -                     | -                    | -                   | -           | -            | -                 | 5      |
| Paesi Bassi (risultati) | 7 CDA                          | 7 PvdA             | 4 VVD 1 D66           | 2 GL 2 ET            | 2 SP                | 1 CU 1 SGP  | -            | -                 | 27     |
| Polonia (risultati)     | 15 PO 4 PSL                    | 5 SLD 3 SDPL       | 4 UW                  | -                    | -                   | 10 LPR      | 7 PiS        | 6 SRP             | 54     |
| Portogallo (risultati)  | 7 PSD 2 CDS-PP                 | 12 PS              | -                     | -                    | 2 PCP 1 BE          | -           | -            | -                 | 24     |
| Regno Unito (risultati) | 27 CP 1 UUP                    | 19 LP              | 12 LD                 | 2 GP 2 SNP 1 PC      | 1 SF                | 11 UKIP     | -            | 1 UKIP 1 DUP      | 78     |
| Rep. Ceca (risultati)   | 9 ODS 3 SNK-ED 2 KDU-ČSL       | 2 ČSSD             | -                     | -                    | 6 KSČM              | 1 Nezávislí | -            | 1 Nezávislí       | 24     |
| Slovacchia (risultati)  | 3 SDKÚ 3 KDH 2 MKP             | 3 Smer             | -                     | -                    | -                   | -           | -            | 3 ĽS-HZDS         | 14     |
| Slovenia (risultati)    | 2 N.Si 2 SDS                   | 1 SD               | 2 LDS                 | -                    | -                   | -           | -            | -                 | 7      |
| Spagna (risultati)      | 24 PP                          | 24 PSOE            | 1 CDC 1 PNV           | 1 Verdes 1 ERC 1 ICV | 1 IU                | -           | -            | -                 | 54     |
| Svezia (risultati)      | 4 M 1 KD                       | 5 S                | 2 FP 1 C              | 1 MP                 | 2 V                 | 3 Jl        | -            | -                 | 19     |
| Ungheria (risultati)    | 12 Fidesz 1 MDF                | 9 MSZP             | 2 SZDSZ               | -                    | -                   | -           | -            | -                 | 24     |
| Totale                  | 268                            | 200                | 88                    | 42                   | 41                  | 37          | 27           | 29                | 732    |

## Nuovi partiti alle elezioni del 2004

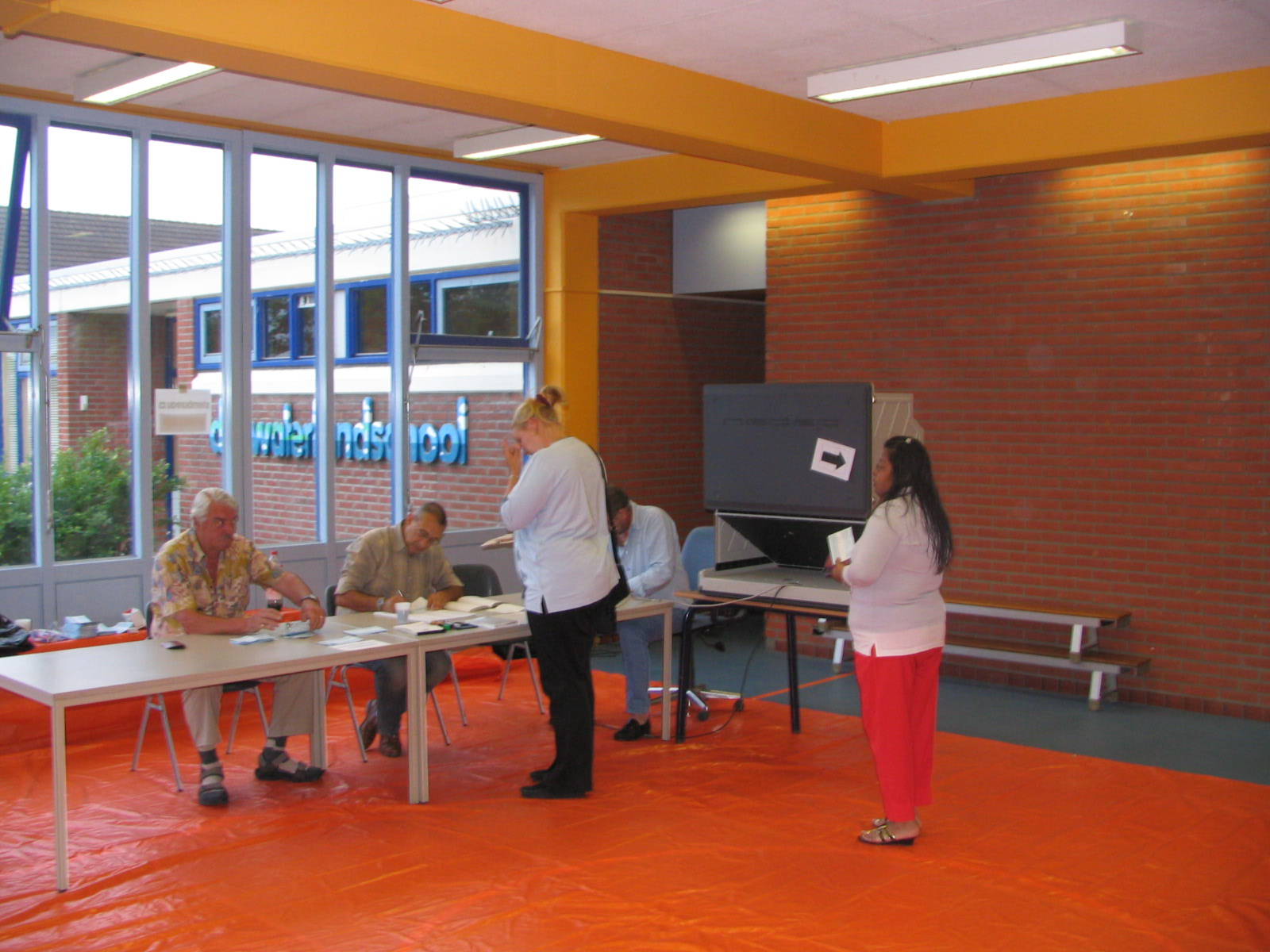
Giorno dell'elezione nei Paesi Bassi

- Nel Regno Unito, Respect - The Unity Coalition decise di partecipare a questa elezione con l'intenzione di usarla come trampolino di lancio per una campagna contro il governo di Tony Blair. Il Partito dei Democratici Inglesi è apparso in Inghilterra per la prima volta in 5 delle 9 circoscrizioni, facendo una campagna per il Parlamento inglese e contro le regioni inglesi "europee".
- Un grande partito politico europeo, il Partito Verde Europeo, è stato fondato a Roma il 21 febbraio 2004 in modo da poter partecipare all'elezione.
- La Lista di Giugno svedese, formatasi nel 2004, voleva fornire ai votanti social democratici e di destra un'alternativa euroscettica.
- Nei Paesi Bassi Europa Transparant di Paul van Buitenen ha ottenuto due seggi.
- In Austria la Liste Hans-Peter Martin ha ottenuto due seggi.
- In Francia si presentò per la prima volta il partito Europa Democrazia Esperanto, che fa della promozione dell'esperanto come lingua ausiliaria a livello europeo il proprio principale obiettivo. La lista non ottenne nessun rappresentante.